# Amblyodipsas concolor
Amblyodipsas concolor (натальська пурпурово-блискуча змія) — вид отруйних змій родини земляних гадюк (Atractaspididae). Мешкає в Південній Африці.

## Опис
Довжина Amblyodipsas concolor становить 19 см, довжина хвоста 28 мм. Верхня частина тіла темно-оричнева або фіолетово-чорна з пурпуровим відблиском. Нижня частина блідо-чорно-пурпурова, живіт окаймлений позаду синьо-білою смугою. Спинні луски формуцють 17 рядів, вернтральні 133-157, субкаудальні 28-39.

## Поширення і екологія
Amblyodipsas concolor мешкають на сході Південно-Африканської Республіки і в Есватіні, можливо також в сусідніх районах Мозамбіку. Вони живуть в тропічних лісах та на луках, на висоті до 1650 м над рівнем моря.